# Joseph Wendolin Straub
Joseph Wendolin Straub (* 17. Oktober 1800 in Baden, Kanton Aargau; † 11. März 1869 ebenda) war ein Schweizer Schullehrer, Rektor und Autor.

## Leben und Werk
Straub war ab 1827 als Professor der mathematischen Fächer an der damals sechs Mittelschulklassen umfassenden Sekundarschule Baden tätig. Er gab 1830 sein erstes Rechenbuch für die Primarschule heraus und war ab 1831 Mitglied des Schulrates und Inspektor an den Gemeindeschulen des Bezirks Baden.
Ab 1843 war Straub Rektor an der Bezirksschule Baden. Als radikaler Parteigänger und heftiger Gegner des ebenfalls an der Bezirksschule tätigen Johann Nepomuk Schleuniger wurde Straub im gleichen Jahre vom Regierungsrat als Lehrer an die Bezirksschule Muri und zum Mitglied des Kantonsschulrates berufen. An der Bezirksschule unterrichtete er Latein, Griechisch und Deutsch. Er veröffentlichte von 1848 an ein zweibändiges Lesebuch und ein zweiteiliges Sprachbuch. Dieses erschien bis 1862 und wurde dreimal neu aufgelegt.
Straub scheint über einen jähzornigen Charakterzug verfügt zu haben, da er in Baden und Muri wegen Misshandlung von Schülern vor dem Regierungsrat erscheinen musste. 1857 erwog man deswegen seine Entlassung aus dem Schuldienst. Zwei Jahre später bewarb sich Straub für die zu besetzende Stelle als Mathematiklehrer an der Bezirksschule Baden. Es war der Fürsprache von Augustin Keller zu verdanken, dass er nach anfänglicher Ablehnung die Stelle erhielt und bis zu seiner Pensionierung an der Schule unterrichten konnte.
Straub war mit Maria, geborene Minnich, verheiratet. Ihr Sohn war der Anwalt und Politiker Robert Straub.